# 克罗伊索斯青年雕像

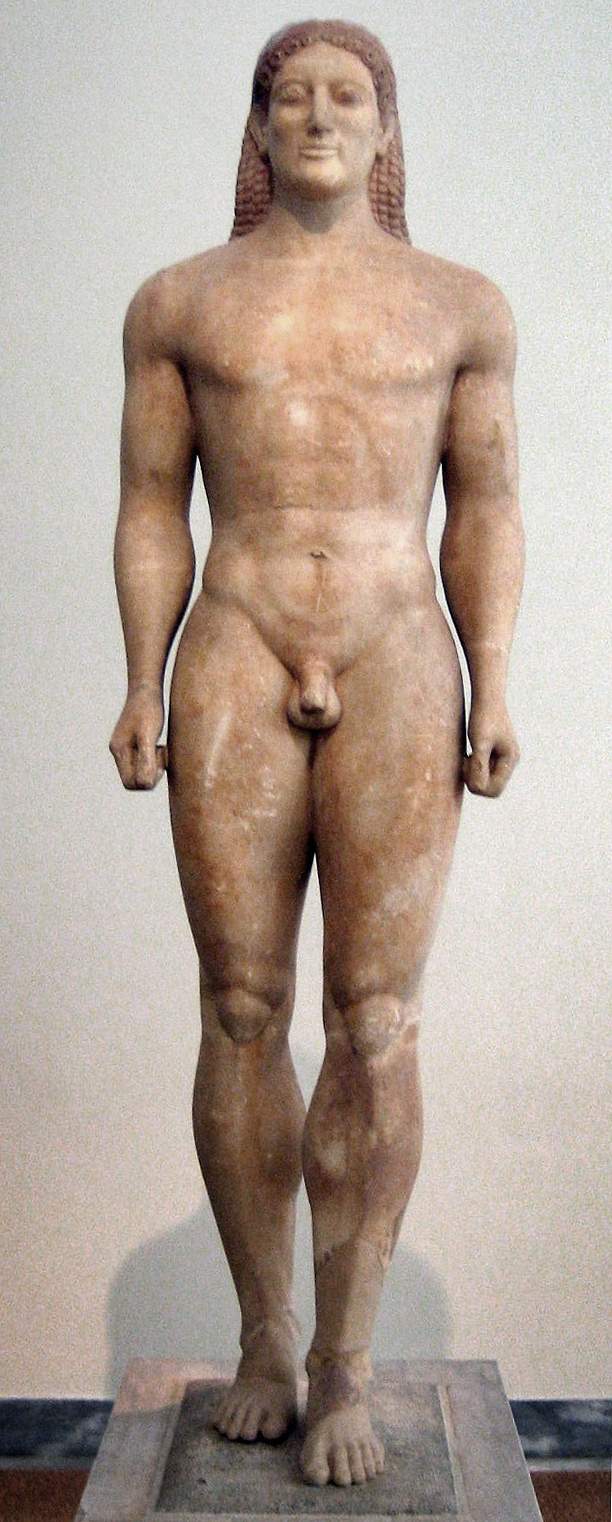
Anavyssos Kouros, ca. 530 BC.

克罗伊索斯青年雕像，（英文：Kroisos Kouros 古希臘語：)是一个古希腊阿提卡阿纳维索斯地区的大理石青年雕像，该雕像是为了纪念战死的年轻雅典战士克罗伊索斯（Κροῖσος)，作为其坟墓的标识物。  该雕塑由自力支撑（free-standing），面朝正前方，面部为典型的“古风式微笑”。该雕像被鉴定于约公元前540-515年制作，高1.95米。 该雕像现存于雅典國家考古博物館，编号 inv. no. 3851。  
位于该雕像基座铭文如下：
- στε̑θι ∶ καὶ οἴκτιρον ∶ Κροίσο
- παρὰ σε̑μα θανόντος ∶ ℎόν
- ποτ’ ἐνὶ προμάχοις ∶ ὄλεσε
- θο̑ρος ∶ Ἄρες.

意为“在克罗伊索斯的墓碑前停下并为他惋惜吧，牺牲的这个人在前线时，被阿瑞斯的怒火毁灭。”
围绕克罗伊索斯青年雕像考古界有两个争论：首先，青年雕像是代表某个特定的青年，还是可以泛指一个理想化的原型（这个原型也许并不纪念某个特定的人，而是一个泛指的概念），并因此可以代表男性战士(ἐν προμάχοις)这一概念，而不是该个体 。其次就是另外一个与之相似的盖蒂青年雕像的真伪。

## 相关典籍
- Nikolaos Kaltsas（英语：Nikolaos Kaltsas (archaeologist)）: Sculpture in the National Archaeological Museum, Athens, The J. Paul Getty Museum, Los Angeles 2002, ISBN 0-89236-686-9, p. 58–59.

## 相关链接
- 维基共享资源上的相關多媒體資源：克罗伊索斯青年雕像
- 阿纳维索斯青年雕像 （页面存档备份，存于）